# Lijst van scheepstypen
| Boten | Historische scheepstypen | Moderne scheepstypen |
| --- | --- | --- |
| - Punter Kano - Boomstamkano - Prauw - Korjaal - Uitlegger - Umiak - Kajak - Vouwkano - Drakenboot Roeiboten - Bijboot of volgboot - Hollandse roeiboot - Schippersvlet - Coracles - Curragh - Gondel - Opblaasboot - Pieremachochel - Roeiboot - Sloep - Vlet - Whaler Boten voor de roeisport - Acht - C-boten - D-boten - Dubbeltwee - Dubbelvier - Giek - Skiff (roeiboot) - Sloep - Whaler - Twee zonder - Twee met - Vier zonder - Vier met - Wherry Watersport: Zeilboten - BM - Contender - Draak - Domp - Flying Dutchman - Laser - Lelievlet - Lelieschouw - Randmeer - Regenboog - Skiff (zeilboot) - Sneekermeer 800 - Soling - Spanker - Star - Surfplank - Tempest - Treub (zeilboot) Treubklasse - Valk - Vrijheid - Waarschip Watersport: Motorboten - Bakdekkruiser - Doerak - Kruiser - Motorjacht - Tukkervlet | - Bak - Baggerschuit - Lashbak - Lichter - Boerenschouw - Bok - Sleepschip - Trekschuit Roeischepen - Bireem - Galei - Schietschouw - Trireem - Vikingschip - Vlieger Zeilschepen - Aken - Hagenaars - Hasselteraak - Rietaken - IJsselaken - Zandaken - Sliedrechtse aak - Kagenaars - Stevenaken - Wieringer aak - Bolschepen - Pramen - Bolpramen - Platte bol - Boltjalken - Catamaran - Jacht - Klippers - Klipperaak - Schoeners - Schouwen - Tjalken - Groninger tjalk - Zeetjalken - Koftjalken - Friese tjalk - Skûtsjes - Hektjalk - Hollandse tjalk - Paviljoenschuit - IJsseltjalk - Boeierschuit - Ponen - Trimaran - Steilstevens - Kraak - Friese maatkast - Westlander - Balant - Bargh - Beurtschip - Boerenbootje - Bootken - Crabschuyt - Crayer - Damloper - Damsout - Eewer - Eiker - Enkhuizer bol - Fluit - Heude - Hoogaars - Hulk - Jollen - Staverse jol - Jonk - Kaag - Karveel - Kofschip - Kogge - Kwak - Lastageboot - Naveel - Oost-Indiëvaarder - Otter - Pink - Pleit - Potschip - Retourschip - Rijnschip - Schietschuit - Schuit - Seyken - Smalschip - Snik - Snouw - Statenjacht - Vlotschip - Westering - Waterschip - Windjammer - Wijdschip - Zeeuws Waterschip - Zeilkast - Zeilsloep - Zetteboot - Zomp Zeilende oorlogsschepen - Fregat - Galjas - Galjoen - Linieschip - Ramschip Motorschepen - Luxe motorschip - Motorvlet - Opduwer - Raderstoomboot - Stoomschip - Pentamaran | Oorlogsschepen - Amfibisch transportschip - Bevoorradingsschip - Fast Attack Craft - Fregat - Korvet - Kruiser - Landingsvaartuig - Mijnenjager - Mijnenlegger - Mijnenveger - Onderzeeboot - Slagschip - Torpedobootjager - Vliegdekschip Vrachtschepen voor de zeevaart - Autoboot - Bulkcarrier - Capesizer - Chemicaliëntanker - Coaster - Containerschip - Gastanker - Half-afzinkbare schepen - Koelschip - Kruiplijncoaster - Liberty-schip - Multipurpose-schip - OBO-carrier - Olietanker - Mammoettanker - Aframaxer - Panamaxer - Suezmaxer - ULCC - VLCC - Roll-on-roll-offschip - Shuttletanker - Victory-schip Passagiersschepen voor de zeevaart - Cruiseschip - Ferry - Veerboot Vrachtschepen voor de binnenvaart - Autocarrier - Dekschip - Dienstvaartuig - Dortmunder (schip) - Drijvend werktuig - Duwbak (containers) - Duwbak (vracht) - Duwboot - Elevatorbak - Europaschip - Groot rijnschip - Kempenaar - Motordekschuit - Motorschip (containers) - Motorschip (vracht) - Motortankschip cement - Motortankschip gas - Motortankschip vloeistof - Palletschip - Ponton (tank) - Ponton (vracht) - Rhein-Hernekanaal schip - Roll-on-roll-offschip - Sleep/duwboot - Sleepboot - Sleepschip (vracht) - Sleeptankschip gas - Sleeptankschip vloeistof - Spits (schip) - Tankduwbak gas - Tankduwbak vloeistof Passagiersschepen voor de binnenvaart - Hotelboot - Rivier cruiseschip - Hospitaalschip - Zeilend passagiersschip - Bajesboot - Rondvaartboot - Salonboot - Partyboot Veerponten - Draagvleugelboot - Fast Flying Ferry - Fiets- en voetveer - Gierpont - Kabelpont - Waterbus Baggerschepen - Baggerbak - Onderlosser - Splijtbak - Stenenstorter - Beunschip - Sleephopperzuiger - Emmerbaggermolen - Snijkopzuiger - Zandzuiger - Zolderschuit Reddingschepen - Fast Rescue Craft - Liferaft - Man-over-boord boot - Reddingboot - Reddingssloep - Stand-by vessel - Vrije val boot - Zelfrichtende reddingboot Vissersschepen - Botter - Blazer - Kotter - Logger - Schokker - Trawler - Zalmschouw Speciale schepen - Anchor Handling Tug - Boorschip - Blusboot - Brandweerschip - Bunkerboot - Kraanschip - Lichtschip - Loodsboot - Onderzoekschip - Parlevinker - Patrouillevaartuig - Platformbevoorradingsschip - Roeiersvlet - Sleepboot - Waterboot - Woonboot - IJsbreker |